# 斉藤柚奈
斉藤 柚奈（さいとう ゆな、2016年〈平成28年〉2月22日 - ）は、日本の女優、子役。

## 来歴
2024年3月、子供向け食育・料理番組「ゴー!ゴー!キッチン戦隊クックルン」（Eテレ）の6代目キッチン戦隊クックルンの主要メンバーヨモギ役に抜擢された。

## 出演

### テレビ番組
- ゴー!ゴー!キッチン戦隊クックルン（2024年4月1日 - 、NHK Eテレ） - ヨモギ役[2]
- みんな集まれ!こどもうたまつり こどもの日 歌合戦スペシャル（2024年5月5日、NHK Eテレ） - ゴー!ゴー!キッチン戦隊クックルン ヨモギ役
- スゴEフェス2024（2024年11月4日、NHK Eテレ） - ゴー!ゴー!キッチン戦隊クックルン ヨモギ役

### 映画
- 【推しの子】- The Final Act -（2024年12月20日、東映） -　ルビー（幼少期） 役[3]

### 配信ドラマ
- 【推しの子】（2024年11月28日 - 、Amazon Prime Video） - ルビー（幼少期） 役[3]

### CM
- モリリン 高機能掛け布団（2022年）
- 四谷大塚 スチール（2022年 - ）
- JA全農みやぎ ササニシキ篇
- すき家 「すきすきセット」（2023年6月 - ）
- 水回り イースマイル
- ロッテ「ACUO 今日は誰に会いに行く?」編
- マクドナルド「トムとジェリーとあそぼう！」篇